# Giulietto Chiesa
Giulietto Chiesa (n. 4 septembrie 1940, Acqui Terme, Piemont, Italia – d. 26 aprilie 2020, Roma, Italia) a fost un om politic italian, membru al Parlamentului European în perioada 2004-2009 din partea Italiei.